# Condado de Adams (Washington)
El condado de Adams (en inglés: Adams County) fundado en 1836 es un condado en el estado estadounidense de Washington. En el 2009 el condado tenía una población de 17,732 habitantes en una densidad poblacional de 3 personas por km². La sede del condado es Ritzville.

## Geografía
Según la Oficina del Censo, el condado tiene un área total de 4,999 km² (1,9 mi²), de la cual 4,986 km² (1,9 mi²) es tierra y 13 km² (5 mi²) (0.25%) es agua.

### Condados adyacentes
- Condado de Lincoln - norte
- Condado de Whitman - este
- Condado de Franklin - sur
- Condado de Grant - oeste

## Demografía
Según el censo de 2000, habían 16,428 personas, 5,229 hogares y 4,094 familias residiendo en la localidad. La densidad de población era de 3 hab./km². Había 5,773 viviendas con una densidad media de 1 viviendas/km². El 64.96% de los habitantes eran blancos, el 0.28% afroamericanos, el 0.68% amerindios, el 0.60% asiáticos, el 0.04% isleños del Pacífico, el 30.69% de otras razas y el 2.75% pertenecía a dos o más razas. El 41.7% de la población eran hispanos o latinos de cualquier raza.
Los ingresos medios por hogar en la localidad eran de $33,888, y los ingresos medios por familia eran $37,075. Los hombres tenían unos ingresos medios de $28,740 frente a los $21,597 para las mujeres. La renta per cápita para el condado era de $13,534. Alrededor del 18.20% de la población estaban por debajo del umbral de pobreza.

## Localidades
- Hatton (98)
- Lind (582)
- Othello (5,847)
- Ritzville (1,736)
- Washtucna (260)

## Transporte

### Principales carreteras
- Interestatal 90
- U.S. Route 395